# إستيل باسكرفيل
إستيل باسكرفيل (بالإنجليزية: Estelle Baskerville)‏ هي منافسة ألعاب القوى أمريكية، ولدت في 15 نوفمبر 1946.

## وصلات خارجية
- إستيل باسكرفيل على موقع أوليمبيديا (الإنجليزية)